# Aaron Botterman
Aaron Botterman (Gent, 1 mei 1994) is een Belgische atleet, die gespecialiseerd is in de middellange afstand.

## Loopbaan
Botterman behaalde in de jeugd verschillende titels op de 800 m. In 2013 nam hij op die afstand deel aan de Europese kampioenschappen voor junioren. Hij behaalde een zilveren medaille. In 2014 wist hij zich op de Nacht van de Atletiek te plaatsen voor de Europese kampioenschappen in Zürich. Wegens een blessure kon hij niet deelnemen. In 2015 nam hij deel aan de Europese kampioenschappen U23. Hij werd uitgeschakeld in de halve finale.
Tijdens de reeksen van het Belgische kampioenschap 2016 wist Botterman zich op de 800 m te kwalificeren voor de Europese kampioenschappen in Amsterdam. Hij werd in dat jaar ook voor de eerste maal Belgisch kampioen.

### Clubs
Botterman is aangesloten bij AA Gent.

## Belgische kampioenschappen
Outdoor
| Onderdeel | Jaar             |
| --------- | ---------------- |
| 800 m     | 2016, 2017, 2018 |

## Persoonlijke records
Outdoor
| Onderdeel | Prestatie | Datum            | Plaats   |
| --------- | --------- | ---------------- | -------- |
| 400 m     | 47,92     | 12 juli 2014     | Kortrijk |
| 800 m     | 1.46,17   | 19 juli 2014     | Heusden  |
| 1500 m    | 3.50,04   | 18 augustus 2018 | Lier     |

Indoor
| Onderdeel | Prestatie | Datum            | Plaats     |
| --------- | --------- | ---------------- | ---------- |
| 400 m     | 49,84     | 6 januari 2024   | Gent       |
| 800 m     | 1.47,94   | 20 februari 2019 | Düsseldorf |
| 1500 m    | 3.58,47   | 23 februari 2018 | Gent       |

## Palmares

### 800 m
- 2013:  BK indoor AC - 1.54,64
- 2013:  EK U20 in Rieti - 1.49,80
- 2014: 7e ½ fin. EK U23 in Tallinn - 1.49,88
- 2016:  BK AC - 1.50,68
- 2016: 6e ½ fin. EK in Amsterdam - 1.49,92
- 2017:  BK AC - 1.49,21
- 2018:  BK AC - 1.46,89
- 2019:  BK AC - 1.49,00
- 2020:  BK indoor AC - 1.49,46
- 2025:  BK indoor AC - 1.50,26